# Alberto Della Torre
Alberto Della Torre (* 8. September 1945 in Busto Arsizio) ist ein ehemaliger italienischer Radrennfahrer und nationaler Meister im Radsport.

## Sportliche Laufbahn
Della Torre war im Straßenradsport und im Bahnradsport aktiv. Er begann im Verein „Velo Club Tre Ponti“ mit dem Radsport. Als Amateur war er im Il Piccolo Lombardia vor Carlo Gallazzi und bei Milano-Bologna 1966 erfolgreich. 
Von 1967 bis 1975 war er Berufsfahrer. Im Radsportteam Filotex war er einige Jahre Domestik von Franco Bitossi. 
Er gewann die Eintagesrennen Giro del Ticino und Giro del Veneto 1968, Gran Premio Industria e Commercio di Prato 1969 und die Vier-Kantone-Rundfahrt 1970 vor Rudi Altig. Dazu kam ein Etappensieg in der Katalonien-Rundfahrt 1969. 
Zweiter wurde er im Gran Premio Industria & Commercio di Prato 1968 und im Gran Premio Camaiore 1969. Den Giro d’Italia bestritt Della Torre fünfmal. 1967 wurde er 48., 1968 56., 1969 54., 1970 62. und 1971 72. im Endklassement. 
1971 und 1972 startete er bei den Bahnradsport-Weltmeisterschaften in der Einerverfolgung der Profis. Er gewann 1974 das Sechstagerennen von Delhi mit Giorgio Morbiato als Partner. Bei den nationalen Meisterschaften im Bahnradsport wurde er Vizemeister in der Einerverfolgung 1971 und 1972, 1976 dann Dritter. 1977 trat er vom Radsport zurück.